# Perheksylina
Perheksylina (łac. perhexilinum) – wielofunkcyjny organiczny związek chemiczny, pochodna piperydyny, lek stosowany w leczeniu choroby niedokrwiennej serca, o działaniu blokującym kanały wapniowe typu L.

## Historia
Perheksylina została odkryta w latach 70. XX wieku i nie została wprowadzona na rynek w Stanach Zjednoczonych ze względu na możliwość wystąpienia uszkodzenia wątroby oraz neuropatii, natomiast jest dopuszczona do obrotu w Australii i Nowej Zelandii.

## Mechanizm działania
Perheksylina jest antagonistą kanału wapniowego działającym na kanały wapniowe typu L (CACNA1C) zlokalizowane w tkance mięśniowej poprzecznie prążkowanej typu sercowego oraz miocytach mięśni gładkich naczyń krwionośnych. Perheksylina może powodować neuropatię nerwów obwodowych, z obrazem odcinkowej demielinizacji włókien nerwowych oraz w mniejszym stopniu zwyrodnienia Wallera.

## Zastosowanie
- zmniejszenie liczby umiarkowanych oraz ciężkich napadów bólu dławicowego u chorych opornych na leczenie lub u których leczenie innymi lekami przeciwdławicowywymi jest przeciwwskazane[3].

W 2016 roku perheksylina nie była dopuszczona do obrotu w Polsce.

## Działania niepożądane
Perheksylina może powodować następujące działania niepożądane:
- nudności
- zasłabnięcie
- hipoglikemia u pacjentów z cukrzycą
- torsade de pointes
- neuropatia obwodowa
- zapalenie wątroby
- marskość wątroby
- zespół pozapiramidowy
- ataksja
- osłabienie siły mięśniowej